# Andy Hamilton
Andrew Neil Hamilton (Fulham, Londres, 28 de maig de 1954) és un comediant anglès, presentador de concursos televisius, director de televisió, guionista, radioteatrista i novel·lista.

## Primers anys i educació
Hamilton va néixer a Fulham, al sud-oest de Londres. Fou educat al Westminster City School que aleshores era una grammar school assistida voluntàriament i més tard fou lector d'anglès a Downing College, Cambridge, on fou membre de la Cambridge University Light Entertainment Society (CULES).

## Carrera
Hamilton es va donar a conèixer per primera vegada durant la seva actuació a l'Edinburgh Festival Fringe en la dècada de 1970. A mitjans dels anys setanta es va mantenir trebalant a Harrods i a Correus abans d'entrar a la BBC el 1976.
Els seus primers treballs de ràdio, principalment a BBC Radio 4 van incloure Week Ending, The News Huddlines i The Million Pound Radio Show (amb Nick Revell). Des de llavors ha aparegut regularment a Chelmsford 123, Have I Got News for You, The News Quiz, QI, i If I Ruled the World. Hamilton fou convidat com a presentador a The News Quiz i com a concursant a I'm Sorry I Haven't a Clue.
És la veu del doctor Elephant, el dentista de l'espectacle infantil Peppa Pig. També va ser la veu original de Bob Fish, que també és dentista, al dibuix Bob and Margaret. Hamilton també és la veu del Capità Calamar, el pirata del programa infantil Ben & Holly's Little Kingdom.
El 16 de març de 2007, va co-presentar el programa de BBC Radio 4's Woman's Hour juntament amb la presentadora habitual Martha Kearney com a part de les activitats de recaptació de fons de Comic Relief d'aquest dia, després de derrotar a Richard Hammond i Kelvin MacKenzie en una votació.
Des de 1995, Hamilton ha escrit i interpretat el paper principal de Satanàs a la sitcom de Radio 4 Old Harry's Game. Va fer una gira amb el seu espectacle al Regne Unit Hat of Doom el 2008.
El 2009, Hamilton va presentar la sèrie de la BBC Four It's Only a Theory amb Reginald D. Hunter.
BBC Radio 4 va emetre la primera d'una sèrie de quatre parts, Andy Hamilton Sort of Remembers, a l'octubre de 2017; la sèrie incloïa els temes de la infància, la política, el cos humà i els animals, basats en les seves pròpies experiències personals.

## Vida personal
Hamilton fa 1,57 metres d'alt. No té cap polze a la mà dreta. Bromejava que li van amputar quan tenia cinc anys "per un cirurgià que sentia que la simetria era sobrevalorada" per a l'audiència d' Andy Hamilton Sort of Remembers a Radio 4 l'octubre de 2017.
Es va casar amb Libby Asher el 1988, i tenen tres fills junts; des del 2005 vivien a Wimbledon, al sud de Londres. És seguidor del Chelsea.

## Escrits

### Televisió
- Not the Nine O'Clock News (1979)
- Shelley (1979)
- Scotch and Wry (1980)
- Who Dares Wins (1983)
- Alas Smith & Jones (1984)
- The Kit Curran Radio Show (1984)
- Kit Curran (1986; amb Guy Jenkin)
- Scotch & Wry (1986)
- Drop the Dead Donkey (1990; co-creador amb Guy Jenkin)
- Eleven Men Against Eleven (1995)
- Never Mind the Horrocks (1996)
- Underworld (1997)
- Bedtime (2001-2003)
- The Exam (2002; per National Theatre Connections Anthology)
- Trevor's World of Sport (2003)
- The Armstrong and Miller Show (2007)
- Outnumbered (2007–2014; co-escrit amb Guy Jenkin)
- The Two Ronnies
- It's Only a Theory (2009)
- Just Around The Corner (2012; coescrit amb Guy Jenkin)
- Ballot Monkeys (2015)
- Power Monkeys (2016)
- Kate & Koji (2020–present)

### Ràdio
- The Million Pound Radio Show (amb Nick Revell)
- The News Huddlines
- Old Harry's Game (creador, interpreta Satan)
- Trevor's World of Sport (versió radiofònica dels anys: 2004, 2005 i 2007)
- Revolting People (co-creator ambJay Tarses, intepreta a Sergeant McGurk)
- Week Ending
- Andy Hamilton Sort of Remembers (2017)

### Cinema
- El nostre últim estiu a Escòcia (2014)

### Llibres
- The Thatcher Papers (New English Library, 1980) (with Alistair Beaton)
- Andy Hamilton. Drop the dead donkey 2000.  Londres: Little, Brown, 1994. 0316912360. ISBN 0316912360.
- Andy Hamilton. The Star Witness.  London, United Kingdom: Unbound, 2016. 1783522984. ISBN 978-1783522989.[7]